# Lepidozona trifida
Lepidozona trifida är en blötdjursart som först beskrevs av Carpenter 1864.  Lepidozona trifida ingår i släktet Lepidozona och familjen Ischnochitonidae. Inga underarter finns listade i Catalogue of Life.